# Severoamerická kuchyně

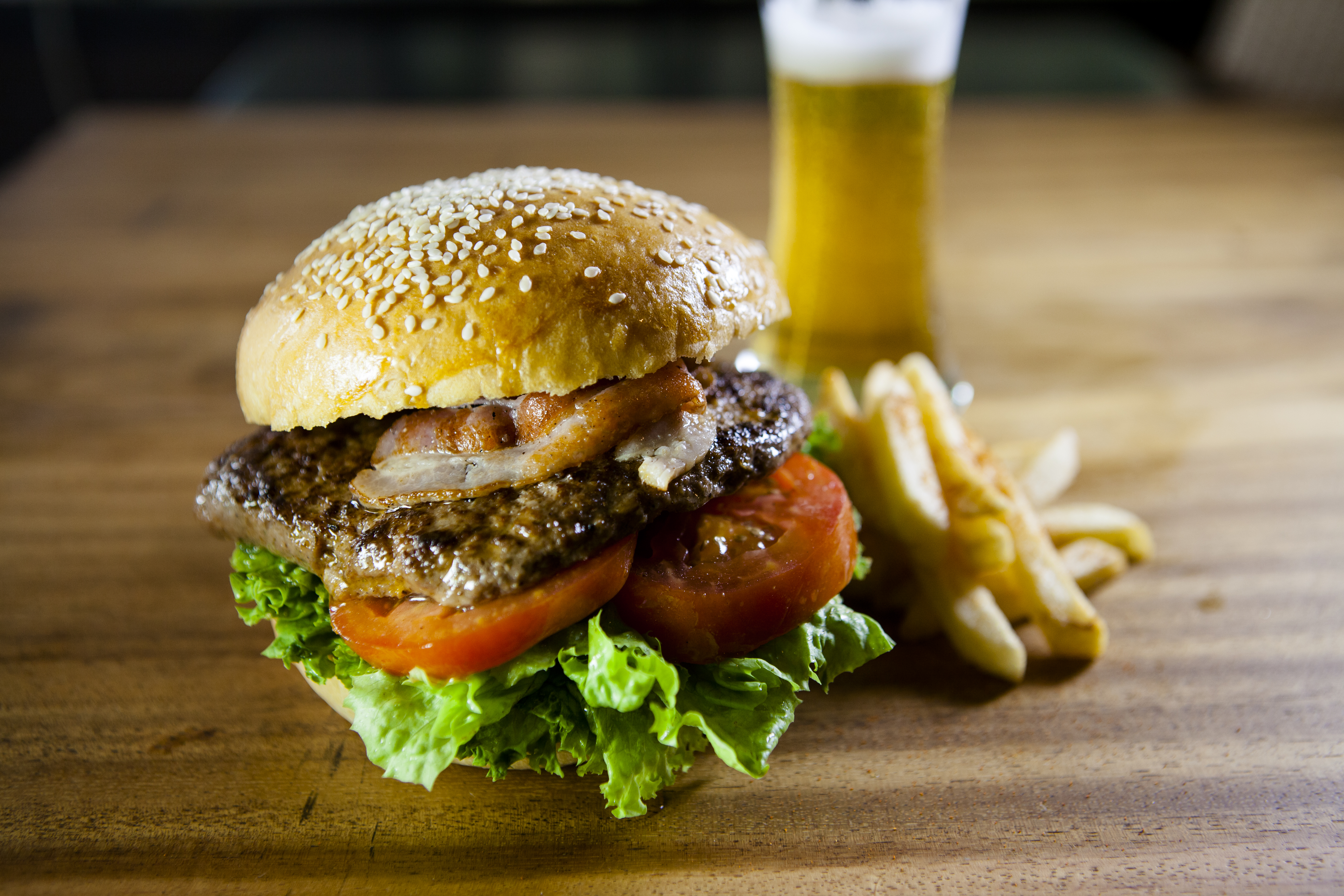
Hamburger (kuchyně USA)

Tacos (mexická kuchyně)

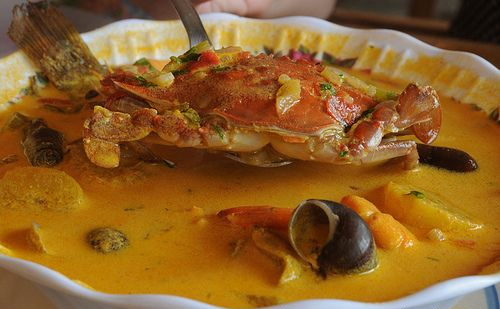
Polévka tapado (středoamerická kuchyně)

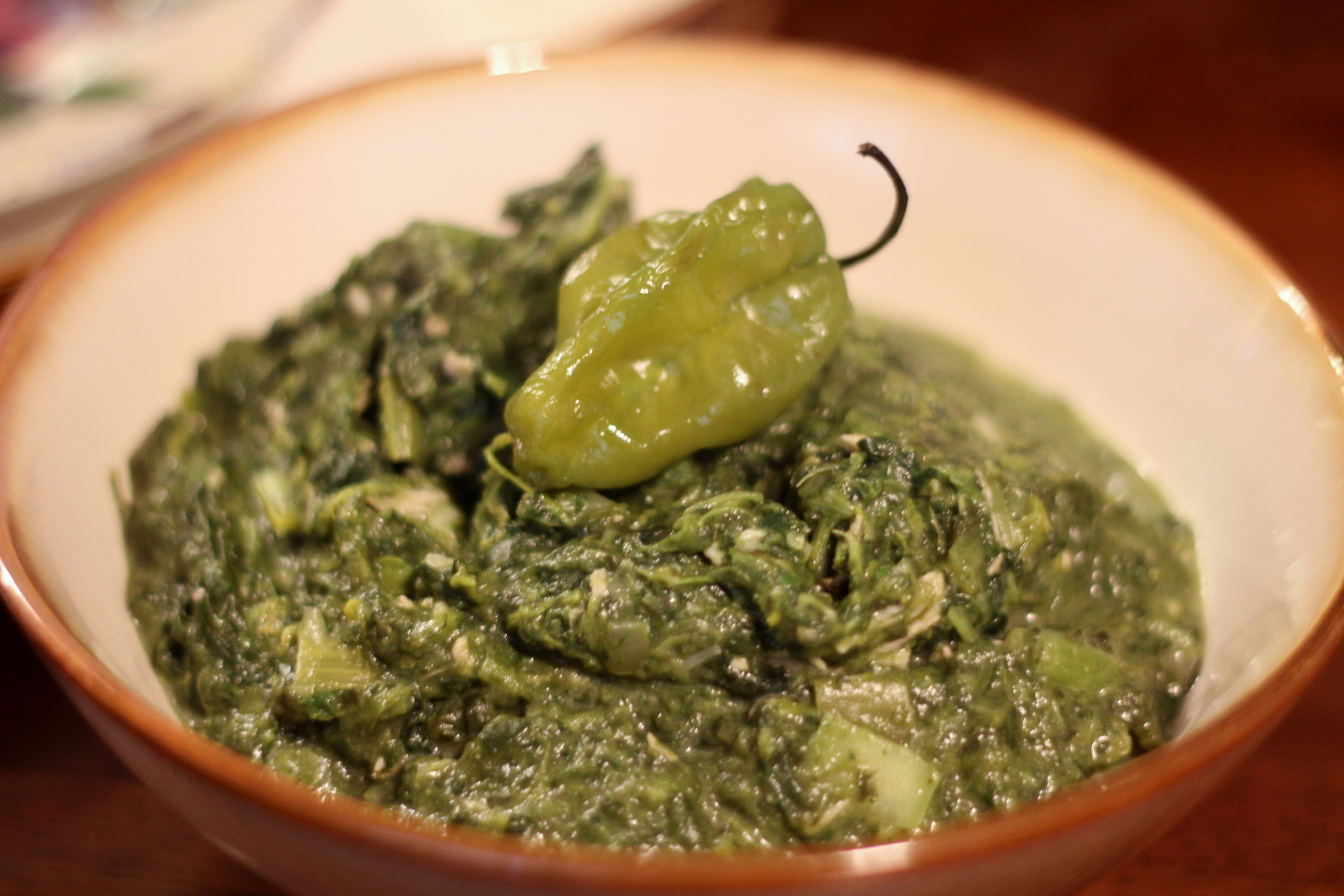
Callaloo (karibská kuchyně)

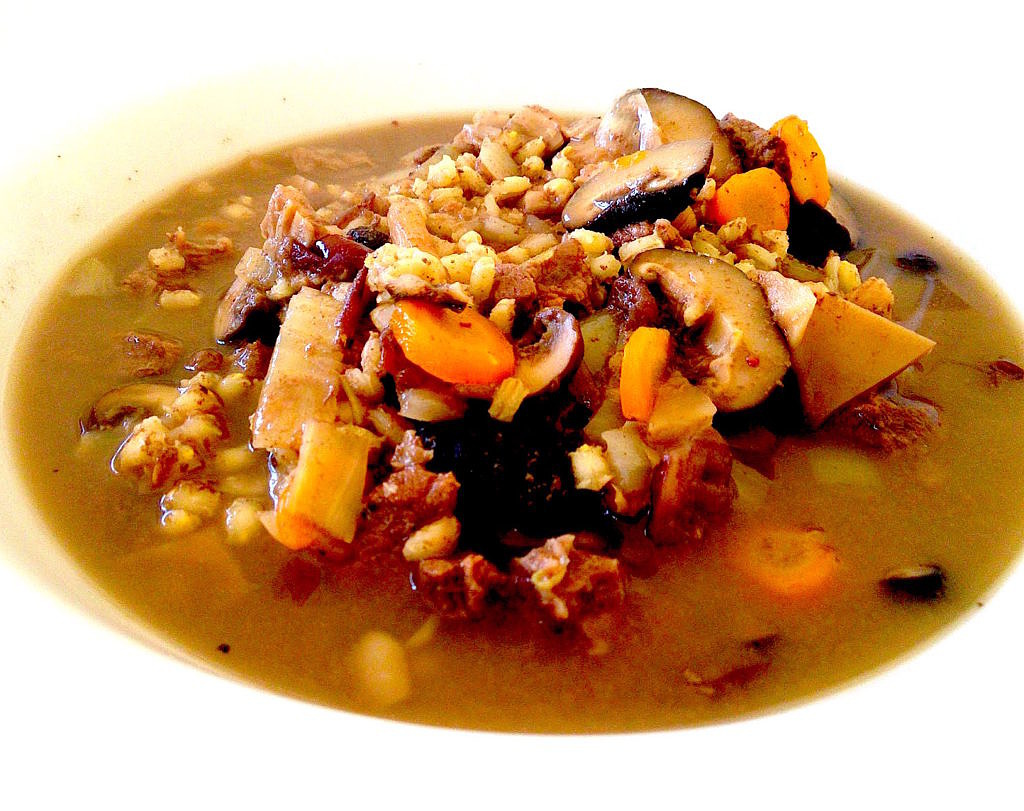
Polévka suaasat (grónská kuchyně)

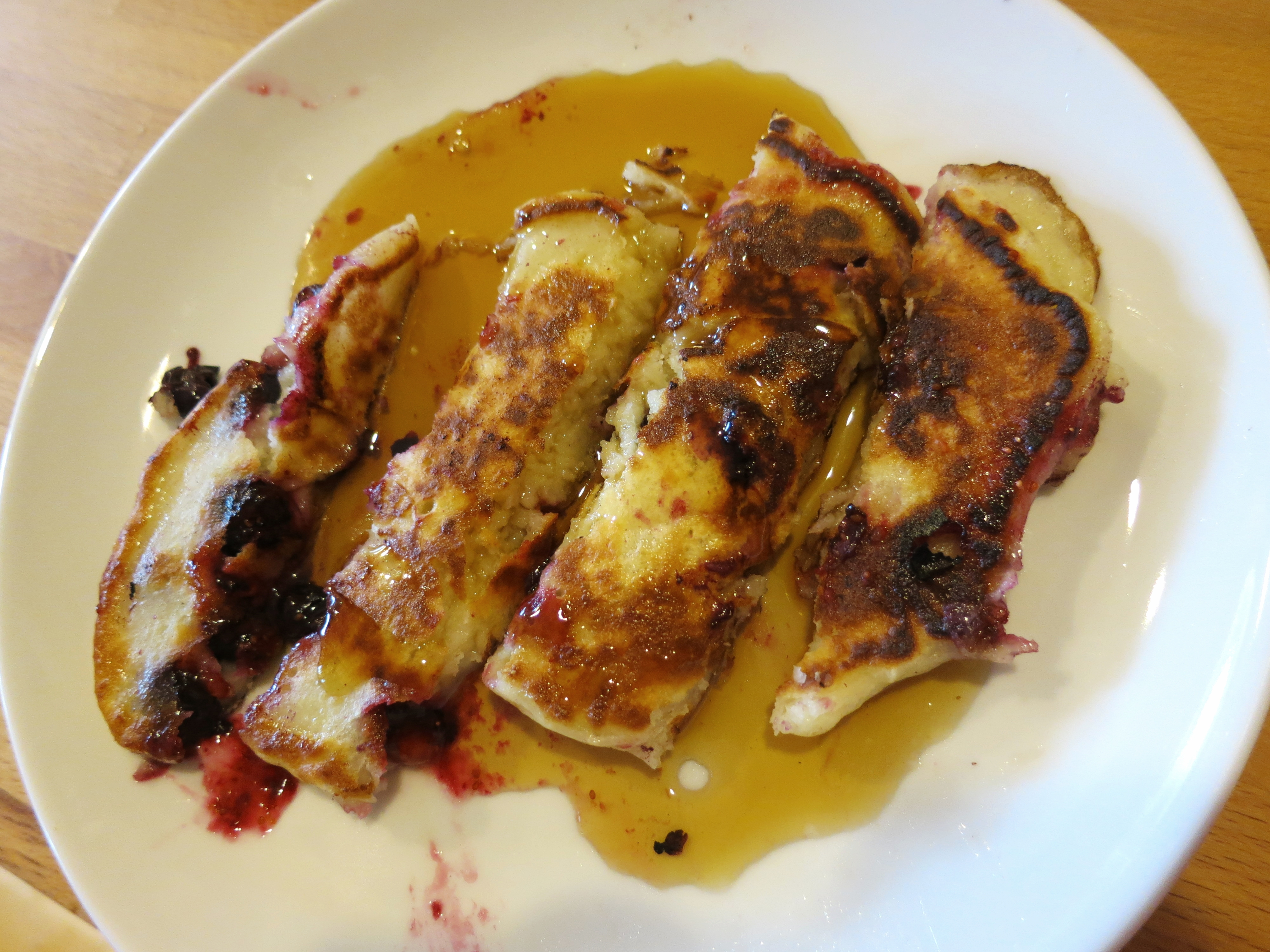
Palačinky s javorovým sirupem (kanadská kuchyně)

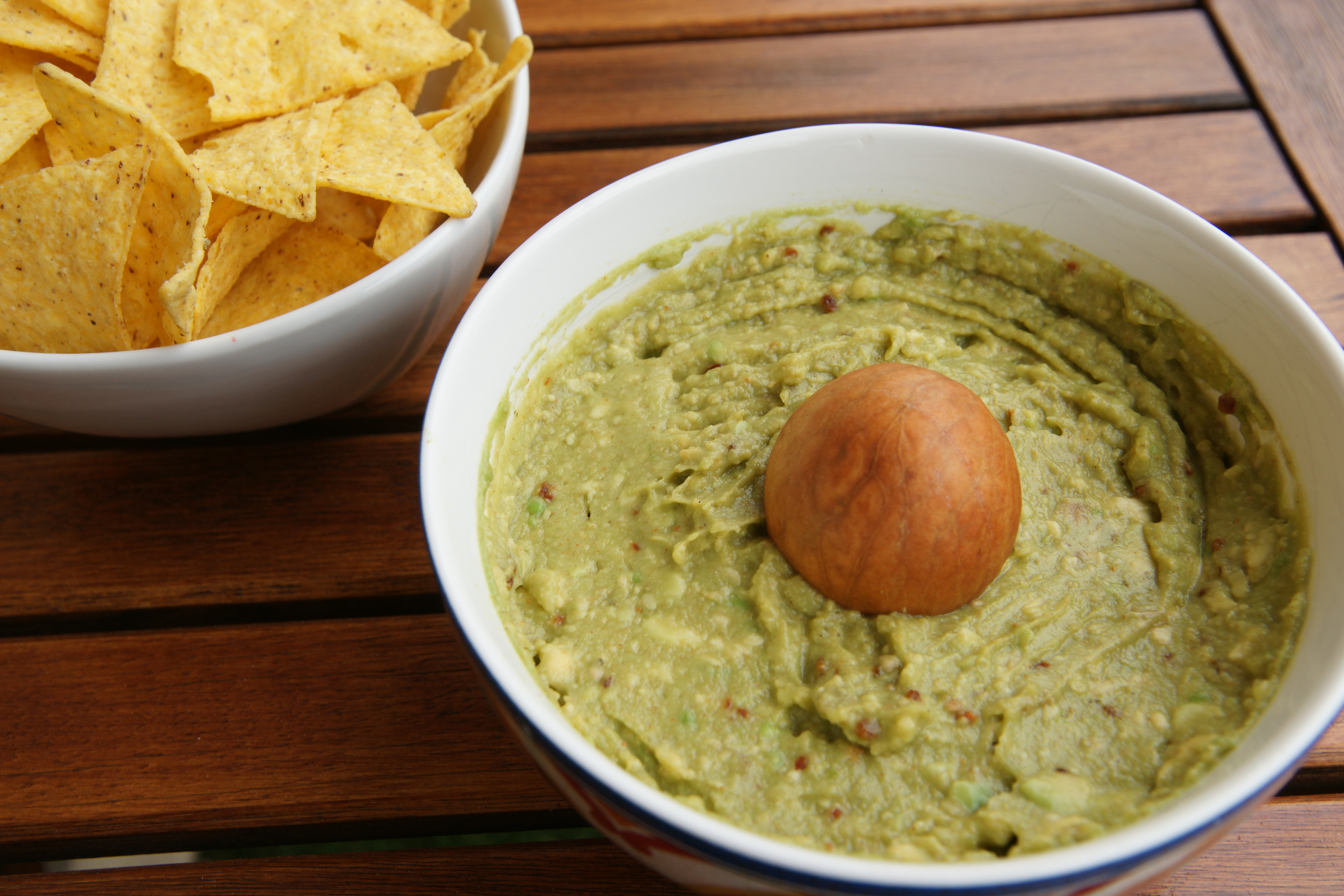
Guacamole a tortilla chipsy (mexická kuchyně)

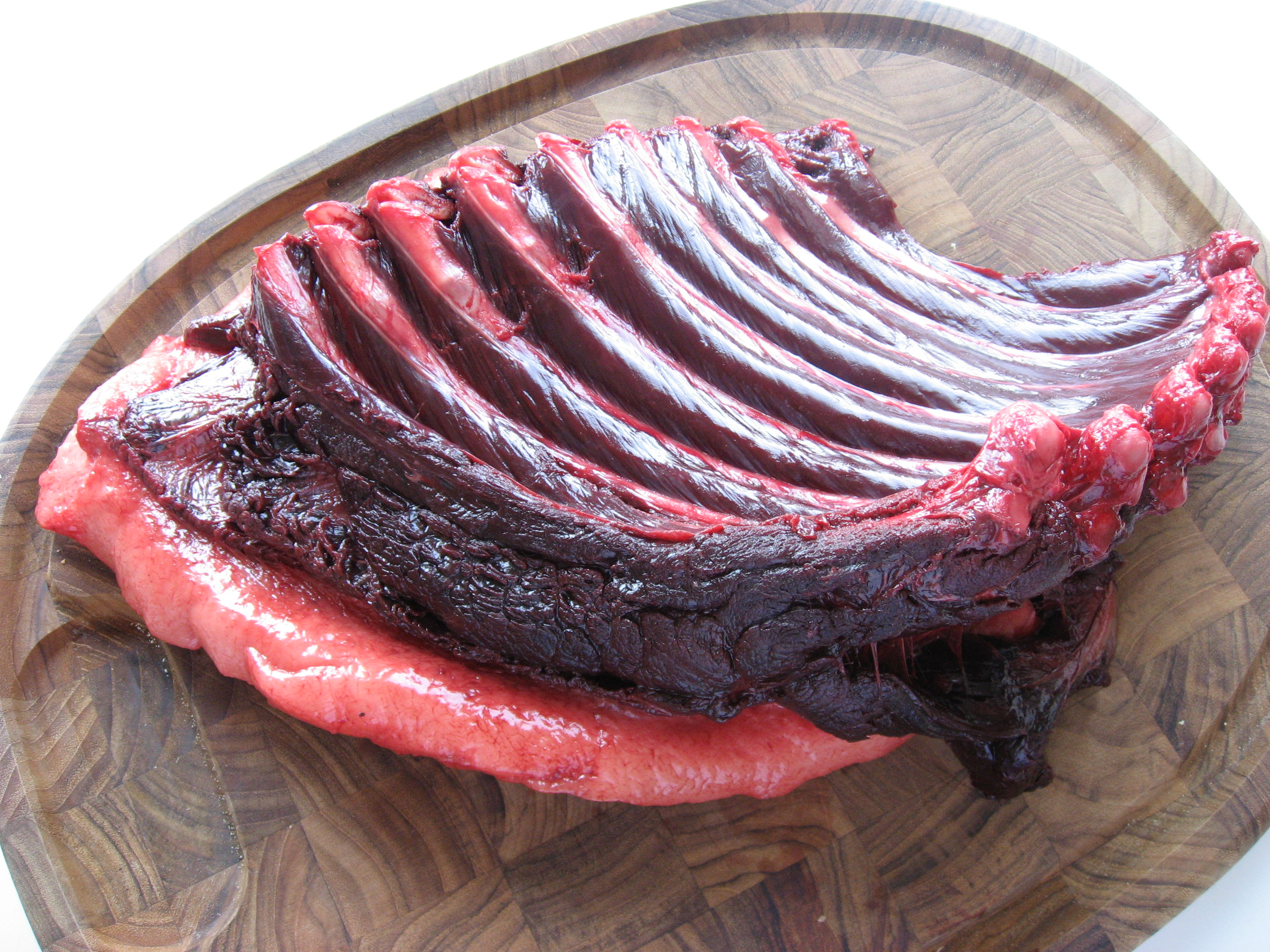
Tulení maso (inuitská kuchyně)

Severoamerická kuchyně se skládá z mnoha národních a regionálních kuchyní v severní a střední Americe.

## Seznam severoamerických národních kuchyní
- Americká kuchyně
- Antiguanská a barbudská kuchyně
- Bahamská kuchyně
- Barbadoská kuchyně
- Belizská kuchyně
- Dominická kuchyně
- Dominikánská kuchyně
- Kanadská kuchyně
- Kostarická kuchyně
- Kubánská kuchyně
- Grenadská kuchyně
- Guatemalská kuchyně
- Haitská kuchyně
- Honduraská kuchyně
- Jamajská kuchyně
- Mexická kuchyně
- Nikaragujská kuchyně
- Panamská kuchyně
- Salvadorská kuchyně
- Svatolucijská kuchyně
- Kuchyně Svatého Kryštofa a Nevise
- Kuchyně Svatého Vincence a Grenadin
- Kuchyně Trinidadu a Tobaga

Pod severoamerickou kuchyní se ale také řadí kuchyně zámořských území evropských států v Karibiku, grónská kuchyně nebo portorická kuchyně.

## Kuchyně USA a Kanady
Americká a kanadská kuchyně je velmi rozmanitá, míchají se zde vlivy z různých kultur a v každém regionu se liší. Americká kuchyně je známa pokrmy, které se spolu s fast-foody rozšířily do celého světa (hamburger, barbecue, smažené kuře, donut). Americká kuchyně často používá velmi neobvyklé kombinace, například slanina s javorovým sirupem nebo salát z tyčinek Snickers (Snickers salát). Kanadská kuchyně je té americké podobná, mezi kanadské speciality patří například poutine (hranolky se sýrem a omáčkou) nebo javorový sirup.

## Mexická kuchyně
Mexická kuchyně vychází z latinskoamerické kuchyně a stejně jako americká kuchyně je známá po celém světě. Je známá svými pikantními pokrmy z chilli. Mezi mexické speciality patří například tacos, guacamole (dip z avokáda) nebo quesadilla (smažené tortilly se sýrem). Mezi známé mexické nápoje patří tequila, margarita nebo kahlúa.

## Středoamerická kuchyně
Středoamerická kuchyně je v mnohém podobná mexické a jihoamerické kuchyni. Základními potravinami je rýže a kukuřice, používají se také fazole, maniok nebo maso. Mezi typické středoamerické pokrmy patří například tapado (polévka z kokosového mléka), tacos nebo tamales (balíčky listů plněné kukuřičným těstem).

## Karibská kuchyně
Karibská kuchyně přejímá mnoho receptů z africké kuchyně. Používá například rýži, plantainy, fazole nebo maniok. Jako příloha se často používá fufu, nevýrazná placka původem z Afriky. Dalším příkladem karibského pokrmu může být callaloo, vařená směs listové zeleniny.

## Eskymácká (inuitská) kuchyně
Kuchyně Inuitů, obývajících sever Kanady, Aljašku a Grónsko se skládá hlavně z masa, protože v polárních oblastech kde žijí téměř žádné rostliny nerostou. Používá se například tulení nebo velrybí maso. Maso se často konzumuje syrové. Příkladem dalších inuitských pokrmů je například sobí salát (salát z lišejníků a bobulí dělaný uvnitř žaludku soba) nebo polévka suaasat.